# Waldolwisheim
Waldolwisheim – miejscowość i gmina we Francji, w regionie Grand Est, w departamencie Dolny Ren.
Według danych na rok 1990 gminę zamieszkiwały 562 osoby, a gęstość zaludnienia wynosiła 99 osób/km² (wśród 903 gmin Alzacji Waldolwisheim plasuje się na 432. miejscu pod względem liczby ludności, natomiast pod względem powierzchni na miejscu 447.).